# Sleepy head
Sleepy head is een compositie van Arnold Bax. Hij voltooide het op 24 mei 1915.
Bax verbeeldde met dit tekstloos slaapliedje ("Singing, the melody alone") zijn twee kinderen (Dermot en Maeve) uit. Bax zat echter al met zijn hart bij de pianiste en zijn toekomstige minnares Harriet Cohen, aan wie hij een aantal werken zou opdragen. Sleepy head is daarentegen het enige werk dat Bax heeft opgedragen aan zijn vrouw Elsita Bax, die hij spoedig zou verlaten voor Cohen. Het werk in zesachtste maat is geschreven in As majeur met de aanduiding "Slow and drowsy".
In 2017 zijn er drie opnamen van dit werk verkrijgbaar:
- historische opname door Iris Loveridge, uitgebracht door Lyrita
- Eric Parkin, een opname uit 1988, uitgebracht door Chandos
- Ashley Wass, een opname uit 2005, uitgebracht door Naxos